# Lookout Mountain (Tennessee)
Lookout Mountain ist eine Town im Hamilton County im US-Bundesstaat Tennessee. Benachbart ist die Schwesterstadt Lookout Mountain in Georgia. Lookout Mountain gehört zur Metropolregion Chattanooga. 2020 wurden 2058 Einwohner gezählt, die auf einer Fläche von 3,48 km² (1,34 Quadratmeilen) leben. Die Stadt liegt auf dem Lookout Mountain.

## Persönlichkeiten
- Jonathan W. Anderson (1890–1967), Generalmajor der United States Army